# Aubin-Saint-Vaast
Aubin-Saint-Vaast è un comune francese di 776 abitanti situato nel dipartimento del Passo di Calais nella regione dell'Alta Francia.

## Società

### Evoluzione demografica
Abitanti censiti